# Käsekrainer

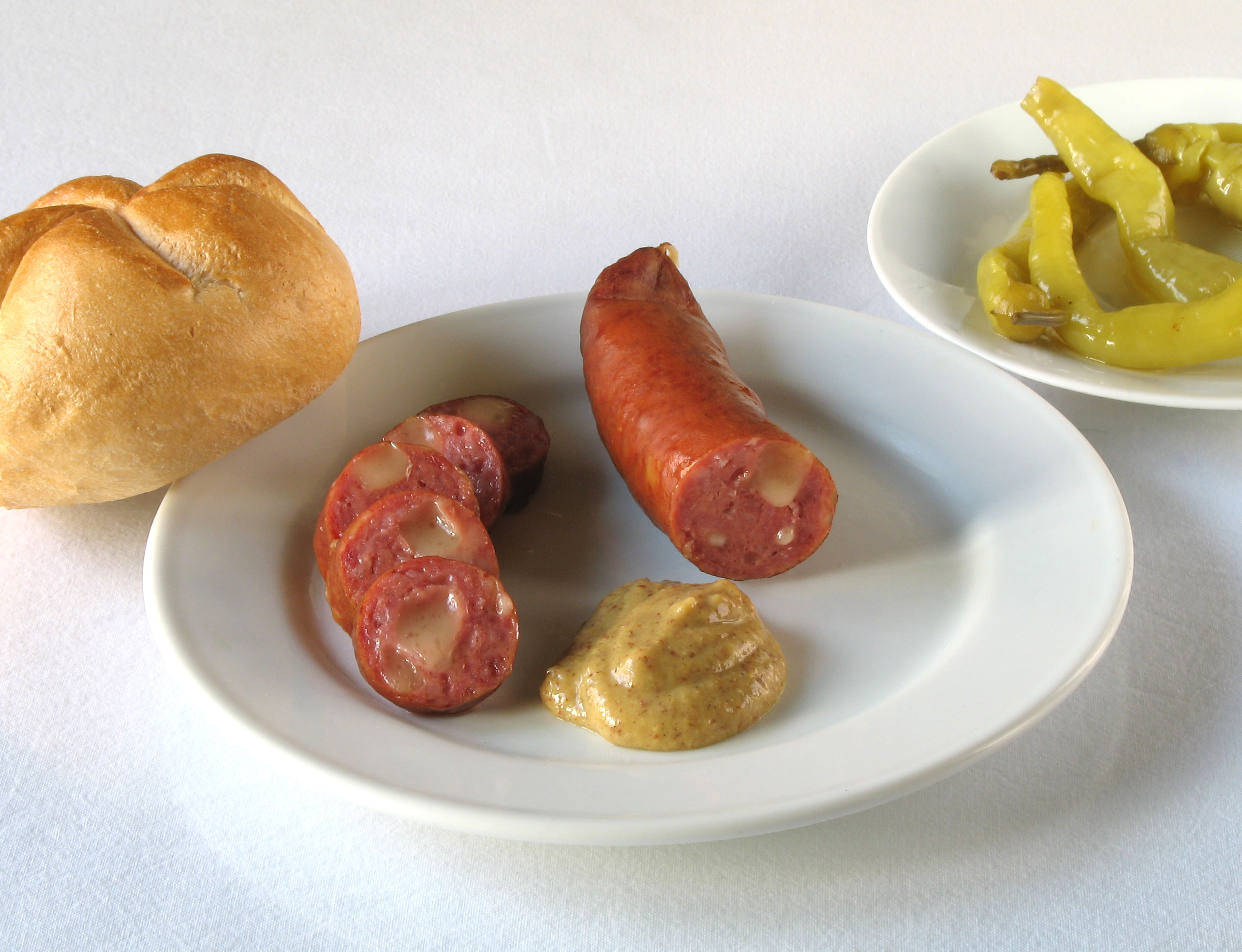
Uma Käsekrainer cortada mostrando no interior o queijo derretido.

A Käsekrainer é uma salsicha defumada e assada, típica da cozinha austríaca, feita à base de carne de porco e que caracteriza-se por conter queijo do tipo Emmentaler, em uma proporção que varia de 10% a uns 20%). Este tipo de salsicha, geralmente acompanhada de mostarda doce feita com estragão, é vendido desde o século XVI nas bancas denominadas  Würstelstand.